# Cláusula (lógica)
Na lógica e na programação declarativa, uma cláusula é uma disjunção ou conjunção de literais, e pode ser interpretada como uma declaração (condicional).
Uma sentença expressa como uma conjunção de cláusulas disjuntivas é dita estar na forma normal conjuntiva.